# Diamantinasaurus
Diamantinasaurus is een geslacht van sauropode dinosauriërs behorend tot de Titanosauriformes, dat tijdens het vroege Krijt leefde in het gebied van het huidige Australië.

## Naamgeving
De typesoort Diamantinasaurus matildae werd in 2009 benoemd en beschreven door Scott Hocknull, Matt White, Travis Tischler, Alex Cook, Naomi Calleja, Trish Sloan en David Elliott. De geslachtsnaam verwijst naar de rivier de Diamantina. De soortaanduiding verwijst naar het Australische volksliedje Waltzing Matilda dat door Banjo Paterson geschreven werd in Winton, nabij de vindplaats, die zelf weer bestaat uit een versteende drenkplaats, afkomstig van een afgesneden rivierarm of billabong zoals in het liedje voorkomt. De soort werd eerst informeel als "Matilda" aangeduid.

## Vondsten
Tijdens opgravingen van 2006 tot en met 2009 in Queensland, na een eerste vondst in 2005, door het Australian Age of Dinosaurs Museum of Natural History en het Queensland Museum, werden grote aantallen dinosauriërfossielen gevonden in een aardlaag uit het late Albien (honderd miljoen jaar oud), de Wintonformatie. Daaronder waren ook het fossiel van een nieuwe theropode, Australovenator, en van twee nieuwe soorten sauropoden, waaronder Diamantinasaurus.

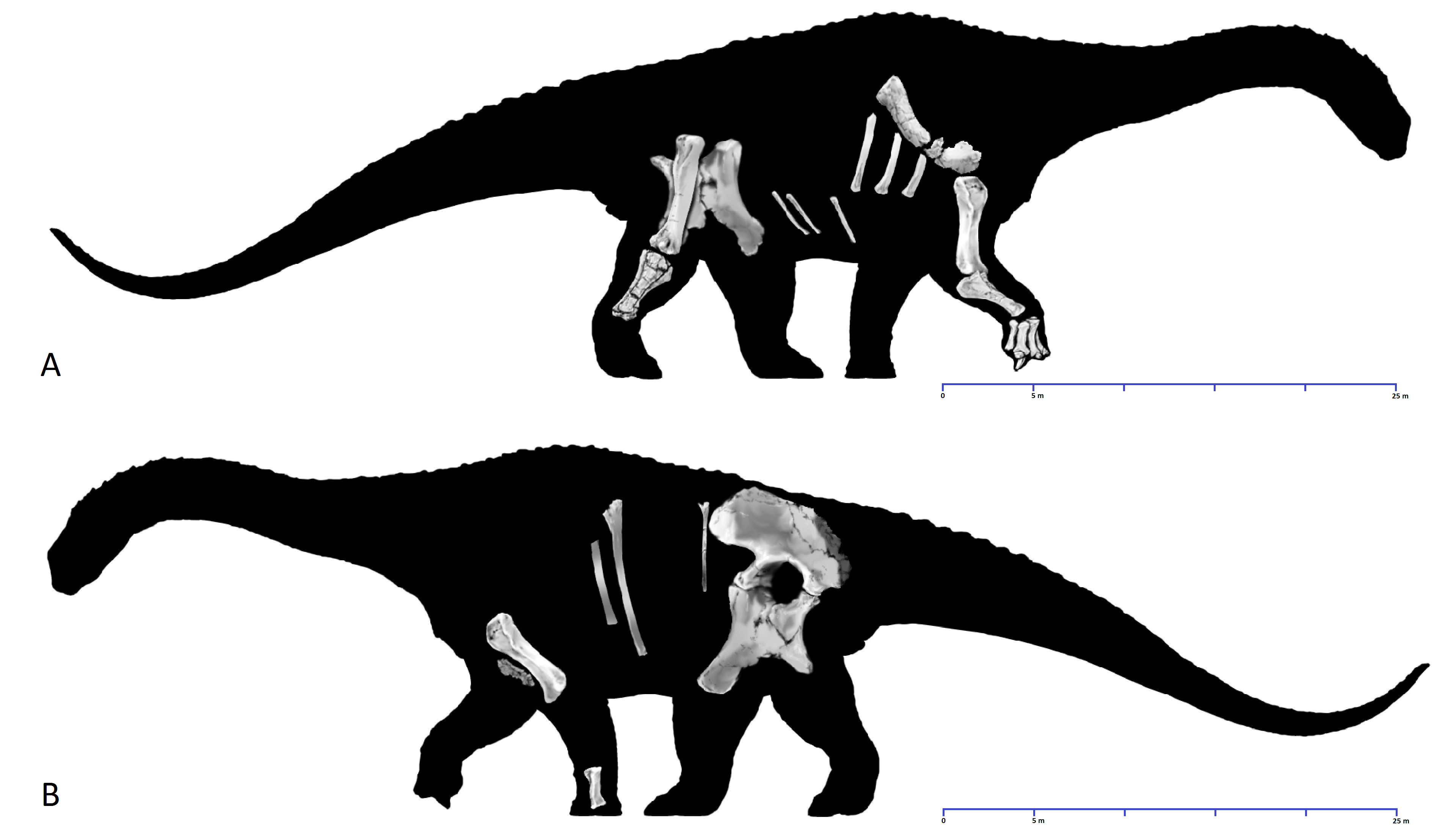
De gevonden skeletdelen van Diamantinasaurus

Het holotype van Diamantinasaurus, AODF 603, bestaat uit een rechterschouderblad, beide opperambeenderen, een rechterellepijp, delen van de rechtervoet, een linkermiddenvoetsbeen, ribben, buikribben, een linkerborstbeen, een linkerdarmbeen, beide schaambenen en zitbenen en een rechterbeen waarvan de voet ontbreekt. Het was, ondanks het ontbreken van de hele wervelkolom en de schedel, het meest complete sauropodenskelet dat ooit in Australië was aangetroffen.
In 2014 werd een verbeterde beschrijving van Diamantinasaurus gepubliceerd. Daarbij werden aanvullende skeletelementen van het holotype gemeld: twee ruggenwervels, een stuk heiligbeen met vier sacrale wervels, het rechterravenbeksbeen en een stuk van het rechterkuitbeen. De nieuwe beschrijving leidde tot een uitbreiding naar dertien autapomorfieën voor het taxon.
In 2016 werd een tweede specimen gemeld, AODF 836, een skelet met schedel dat het holotype ook aanvult met halswervels. In 2021 werd het toegewezen specimen meer in detail beschreven. In 2022 werd een derde specimen toegewezen, AODF 663, het postcraniaal skelet van een jong dier met ongeveer twee derden van de lengte van het holotype. Dit specimen heeft de bijnaam Oliver.
In 2023 werd een nieuw specimen AODF 0906 gemeld, een skelet met schedel.

## Geologie en tafonomie

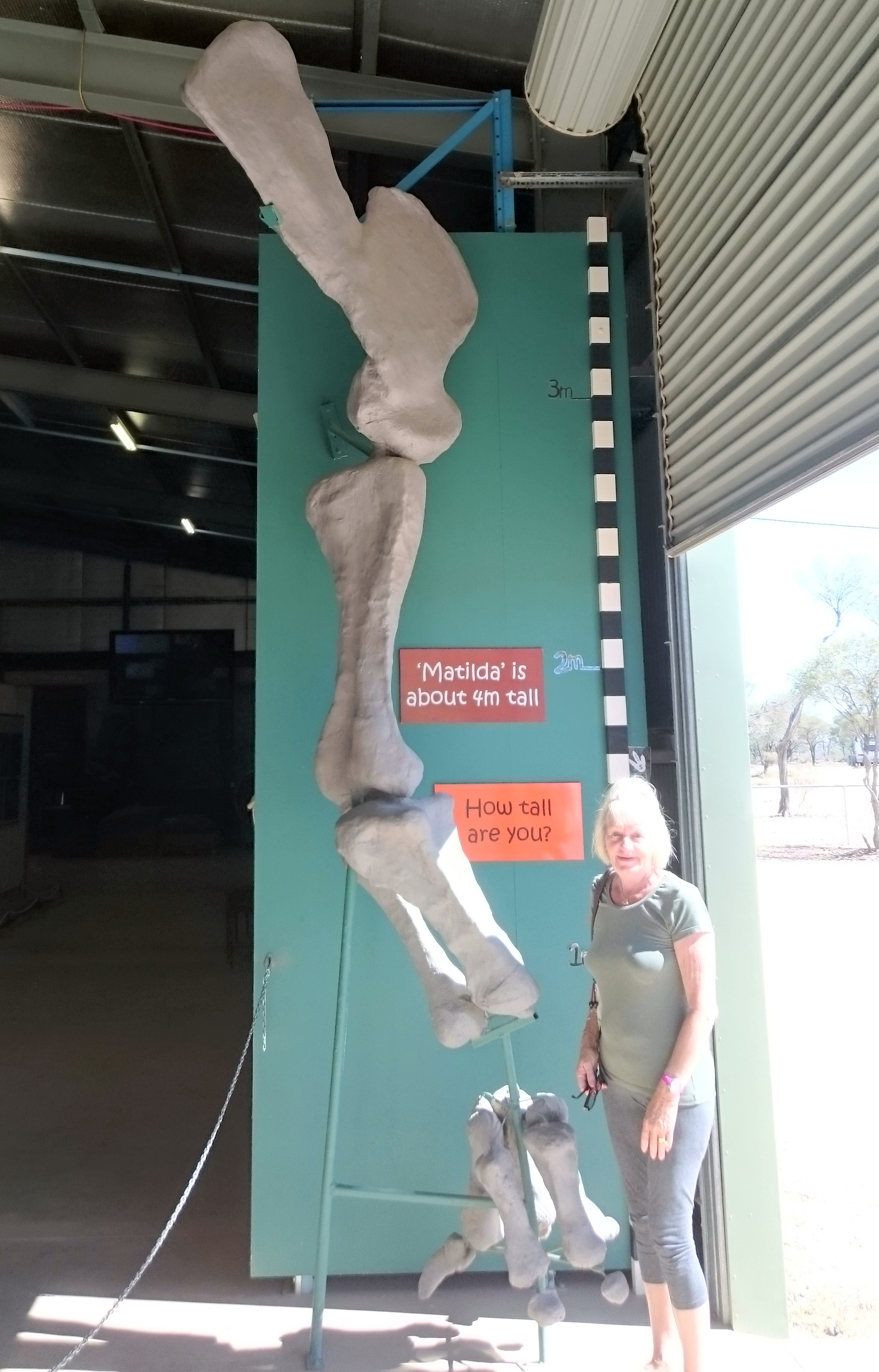
Model van de voorpoot

De Wintonformatie is de bovenste formatie van het Eromanga Bekken in west-centraal Queensland, Noordoost Australië. De formatie heeft een dikte van ongeveer 1.100 meter. Burger bepaalde de ouderdom op laatste Albien tot vroegste Cenomanien op basis van de onder Appendicisporites distocarinatus palynomorfenzone uit het Cenomanien en de boven Phimopollenites pannosus palynomorfenzone uit het Albien. Het holotype van Diamantinasaurus (AODF 603) is afkomstig uit de basis van de Wintonformatie (AODL 85 "Matilda Site"). Deze locatie bevindt zich op ongeveer drie kilometer van de typelocatie van de Lovellea wintonensis pollenflora. Deze pollen behoren tot de Phimopollenites pannosus palynomorfenzone zodat het holotype van Diamantinasaurus laatste Albien van ouderdom is. Twee vindplaatsen, AODL 85 "Matilda Site" en QML 313 "Triangle Paddock Site" (beiden ten westnoordwesten van Winton) werden ontdekt door de aanwezigheid van beenderfragmenten op het oppervlak. Na opgraving bleek het fossielhoudende deel van de Wintonformatie zich op minder dan één meter diepte te bevinden. De twee vindplaatsen zijn ongeveer drie kilometer van elkaar verwijderd en leverden onder meer drie geassocieerde dinosauriërskeletten van de soorten Diamantinasaurus matildae (onderorde Sauropodomorpha, klade Titanosauriformes, klade Titanosauria, klade Lithostrotia, holotype AODF 603), Wintonotitan wattsi (onderorde Sauropodomorpha, klade Titanosauriformes, holotype QMF 7292) en Australovenator wintonensis (onderorde Theropoda, klade Tetanurae, superfamilie Allosauroidea, holotype AODF 604). De matrix waarin de fossielen zich bevonden bestaat uit labiele zandsteen, kleisteen en fijnkorrelige siltsteen en werd door sedimentatie van rivieren gevormd.
De afzettingen van de vindplaats AODL 85 maakten meer dan waarschijnlijk deel uit van een siltrijke rivierbeddingopvulling van een hoefijzermeer van het "billabong"type. Er werden twee onvolledige skeletten gevonden, van een sauropode (Diamantinasaurus matildae) en van een theropode (Australovenator wintonensis), tezamen met resten van schildpadden, vissen, afzonderlijke beenderen en tanden van krokodilachtigen en talrijke tweekleppigen van de familie Hyriidae. De zandsteen die het holotype van Diamantinasaurus bedekt werd door Bryan et al. met behulp van zirkoondatering als Cenomanien op 95 miljoen jaar gedateerd. Het onderliggende bonebed met onder meer Diamantinasaurus is dus minstens 95 miljoen jaar oud. De fossielen bevonden zich in een fijnkorrelige kleisteen die boven en onder door labiele zandsteenhorizonten begrensd wordt. Het rechterschouderblad en het rechterravenbeksbeen van Diamantinasaurus vertonen sporen van verplettering en ontwrichting. De oorzaak van de misvorming en de verplaatsing van deze beenderen is waarschijnlijk "dinoturbatie"; het vertrappelen van beenderen door dinosauriërs, waarschijnlijk andere sauropoden. De kleisteen van de vindplaats AODL 85 bevat ook resten van varens, Araucariaceae, Ginkgo en bedektzadigen.
De sedimenten van de vindplaats QML 313 "Triangle Paddock Site" worden beschouwd als afzettingen aan de binnenkant van een meander. Deze bestaan uit ruwe gelaagde zandsteen op fijnkorrelige kleisteen en bevatten het skelet van een sauropode gedeeltelijk in anatomisch verband (Wintonotitan wattsi), een solitaire tand van een theropode en fragmentarische resten van vissen. Alle sauropode beenderen zijn afkomstig van één individu en ze waren alle onderhevig aan transporterosie voor het moment van de inbedding in bedekkend sediment. De resten van fossiele planten bestaan meestal uit afdrukken van stengels en takken, maar schubben van dennenkegels en kegels van Araucariaceae komen ook voor.

## Beschrijving

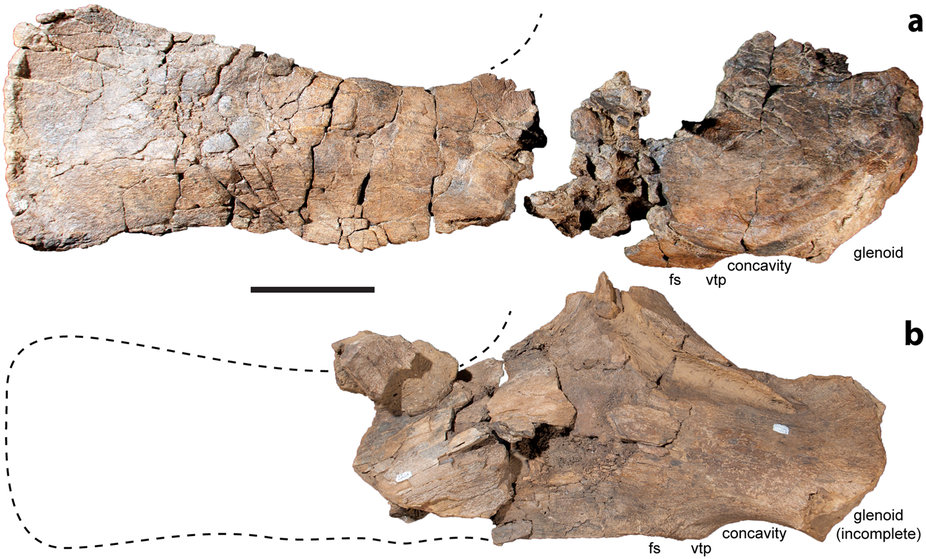
Schouderbladen van holotype en toegewezen specimen vergeleken

Diamantinasaurus is een robuust gebouwde planteneter van ruwweg een vijftien à zestien meter lang, met een gewicht van zo'n vijftien ton en een rughoogte van 3,5 meter.

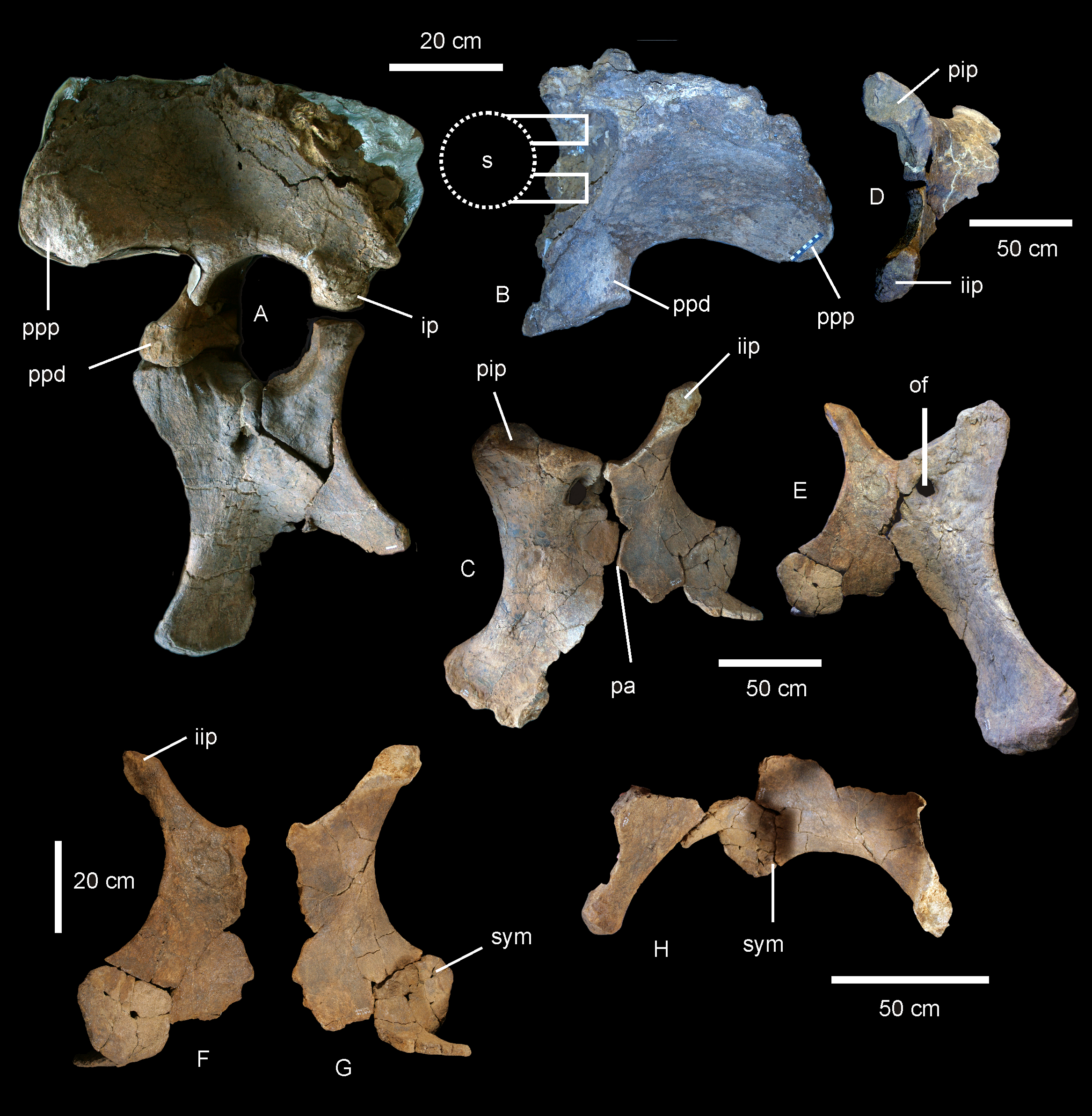
Bekkenbeenderen

De beschrijvers wisten in 2009 een aantal onderscheidende kenmerken vast te stellen die een unieke combinatie vormen. De ribben zijn plankvormig met in hun bovenste verbreding een sponsachtige pneumatisering. De zijuitsteeksels van de sacrale wervels hebben sponsachtige luchtholten. Het gedeelte van het schoudergewricht dat op het schouderblad ligt, is aan de binnenzijde afgeschuind en van binnen naar buiten verbreed. Het schouderblad is plat en rechthoekig in doorsnede. Het onderste deel van het schouderblad is breed en schijfvormig zonder een goed ontwikkelde richel aan de voorkant. Ieder borstbeen vormt een halvemaanvormige plaat. Het opperarmbeen is forsgebouwd. De robuustheidsverhouding van het opperarmbeen, de ratio tussen de lengte en de kleinste breedte, is met 0,205 middelzwaar; het exacte getal is een autapomorfie, unieke afgeleide eigenschap, van de soort. De deltopectorale kam is uitstekend en reikt tot het midden van de schacht. De bovenrand is licht golvend. De bovenste achterhoek is haaks. De onderste gewrichtsknobbels vloeien vlak in elkaar over en bereiken nauwelijks de voorzijde van de schacht. De bovenste breedte van het opperarmbeen bedraagt de helft van de totale lengte. De ellepijp is forsgebouwd. Het voorste uitsteeksel aan de binnenkant is massief gebouwd met een hol profiel. Het onderste uiteinde heeft de doorsnede van een afgeronde driehoek. De middenhandsbeenderen zijn massief gebouwd met onverdeelde onderste uiteinden en onderaan opvallende verruwingen. Het derde middenhandsbeen is het langste gevolgde door het tweede, het eerste, het vierde en het vijfde. Bij het eerste tot en met vierde middenhandsbeen bevinden de facetten voor het contact met de vingers zich op de buitenzijde van de schacht. De eerste tot en met vierde vingers hebben vingerkootjes wat een formule van 2-1-1-1-0 oplevert. De eerste vinger heeft een stekelvormige duimklauw. De vingerkootjes van de tweede tot en met vierde vinger zijn afgerond en overdwars het breedst. Het bovenste kootje van de derde vinger is sterk gereduceerd, een autapomorfie. Het darmbeen is massief gebouwd met een breed afgerond voorblad dat haaks op de as van het heiligbeen naar beneden hangt. Het blad heeft pneumatische uithollingen. De schaambeenderen zijn massief gebouwd en lang, met de zitbeenderen vergroeid via ondiep golvende beenschorten. Het zitbeen heeft een afgetekend nauw hoofdlichaam dat contact maakt met het darmbeen en dat onderaan overgaat in een breed blad dat vergroeid is met zijn tegenhanger. Het dijbeen is robuust met een bovenste bult aan de zijkant. De robuustheidsverhouding is middelzwaar met een ratio van 0,196, een autapomorfie. De onderste gewrichtsknobbels zijn van boven naar binnen afgeschuind. De doorsnede van schacht vormt een ovaal doordat de breedte overdwars met 262 millimeter tweemaal zo groot als van voor naar achteren gemeten, 120 millimeter. Ten opzichte van de lijn die door beide gewrichtsknobbels loopt, helt de schacht naar binnen. Het scheenbeen is robuust. Het bovenste gewrichtsvlak ervan is gelijkmatig verbreed. De crista cnemialis aan de voorste bovenkant van het scheenbeen steekt aan de basis naar voren uit en buigt dan naar buiten, een autapomorfie. Het onderste gewrichtsvlak is ovaal van doorsnede. De onderkant van het scheenbeen is tweemaal zo breed als het dunste punt van de schacht. Het kuitbeen is bovenaan verbreed. De robuustheidsverhouding is middelzwaar met 0,187, een autapomorfie. Het onderste gewrichtsvlak is van voren naar binnen afgeschuind. Het sprongbeen is vierkant van doorsnede. De groeve op de achterkant ervan is onverdeeld.
In 2022 werd een extra autapomorfie gemeld: het schouderblad heeft een opvallende bult op de binnenzijde, tussen de processus acromialis en het eigenlijk blad. In 2023 werd nog een autapomorfie gemeld: het quadratojugale en quadratum bezitten beide een horizontale richel naar voren uitlopend van hun raakpunt af, bij het quadratum aan de buitenzijde, bij het quadratojugale aan de binnenzijde.

## Fylogenie
Volgens de oorspronkelijke cladistische analyse is Diamantinasaurus een lid van de Titanosauriformes en meer bepaaldelijk van de afgeleide klade Lithostrotia. Daarbinnen konden zijn verwantschappen echter niet met zekerheid vastgesteld worden. Een nieuwe analyse uit 2014 door Carballido en Sander bevestigde de plaatsing in de Lithostrotia. Afhankelijk van de gebruikte datamatrix viel Diamantinasaurus nu uit als de zustersoort van Tapuiasaurus of Opisthocoelicaudia. Diamantinasaurus is de meest afgeleide Australische titanosauriër die we momenteel kennen.
In 2021 werd een aparte klade Diamantinasauria benoemd. Daarin bevindt Diamantinasaurus zich met Savannasaurus en Sarmientosaurus.

## Paleobiogeografie

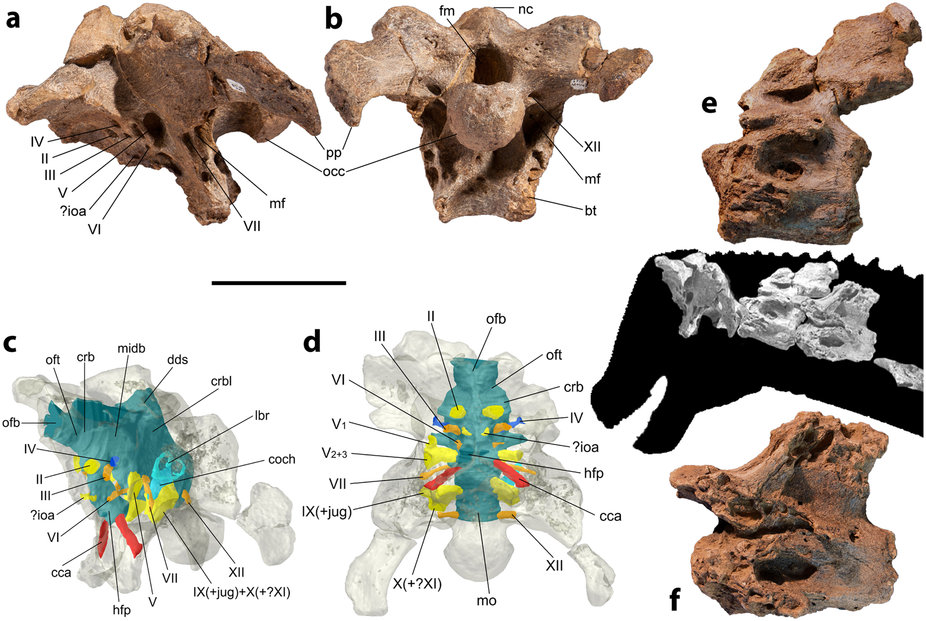
Halswervels van het tweede exemplaar

De cladistische analyse van Carballido en Sander past relatief goed in de beschikbare geografische en stratigrafische gegevens. Het suggereert een radiatie van Lithostrotia in Gondwana voor het begin van het Cenomanien. De ons bekende Australische sauropoden uit het Krijt van west-centraal Queensland leefden in het zeer korte tijdsbestek Albien-Cenomanien. Daarom zou het op dit moment niet realistisch zijn hypotheses op het gebied van paleobiogeografie enkel op deze sauropoden te baseren. Volgens De Lurio en Frakes suggereert het voorkomen van glendoniet (een pseudomorfose van calciet naar glauberiet) en volgens Frakes et al. het voorkomen van "dropstones" in de Bulldog Shale dat tijdens het Aptien over geheel Australië de temperatuur van het zeewateroppervlak laag was. Volgens zuurstofisotopenanalyse van weekdieren, waaronder belemnieten, en volgens zuurstofisotopenanalyse van carbonaten was er tijdens het interval Aptien-Cenomanien een temperatuurstijging van het zeewateroppervlak. Tijdens het Boven Krijt hadden sauropoden een grotere biodiversiteit op lagere breedtegraden, wat erop kan wijzen dat zij een warmer klimaat verkozen. Een temperatuursverhoging in "Victoria" tijdens de overgang Albien-Cenomanien (overgang Onder naar Boven Krijt) kan mogelijk de verspreiding van Lithostrotia vanuit Zuid-Amerika door Antarctica naar Australië vergemakkelijkt hebben, waardoor de voorlopers van Diamantinasaurus zo ver noordelijk als op zijn minst centraal Queensland konden doorstoten.

## Paleo-ecologie
Buiten Australovenator en talrijke sauropoden, Diamantinasaurus en Wintonotitan inbegrepen, komen in de Wintonformatie losse resten voor van Dolichosauria, de krokodilachtige Isisfordia Salisbury et al. 2006 (klade Loricata, klade Eusuchia), een ankylosauriër en een kleine ornithopode. Deze thanatocoenose wordt gedomineerd door ongewervelden en planten met een grote biodiversiteit.

## Groei
"Oliver" wijst erop dat tijdens de groei de ledematen extra in lengte toenamen.